# Il sogno infinito
Il sogno infinito (The Dream) è un romanzo autobiografico del 2008 di Harry Bernstein, il secondo pubblicato dall'autore. 

## Trama
Narra la storia dell'arrivo negli Stati Uniti della famiglia Bernstein, delle difficoltà economiche negli anni della grande depressione e del divenire adulto dell'autore. 

## Edizioni
- Harry Bernstein, Il sogno infinito, traduzione di Silvia Bogliolo, Collana Pocket, Piemme, 2008,  pp.319, ISBN 978-88-566-1261-5.